# María Sánchez de Licona
María Sánchez de Licona (o Sáenz de Licona) fue una noble vasca, conocida por ser la madre de San Ignacio de Loyola.

## Biografía
Fue hija del doctor Martín García de Licona (1420-1471), jurisconsulto y magistrado al servicio sucesivamente de Juan II, Enrique IV y los Reyes Católicos. Sobre su madre, la esposa de Martín, ha sido identificada como Gracia Sánchez de Lastur por Aguinagalde.
Martín García de Licona acabaría adquiriendo por compra el señorío de Balda.

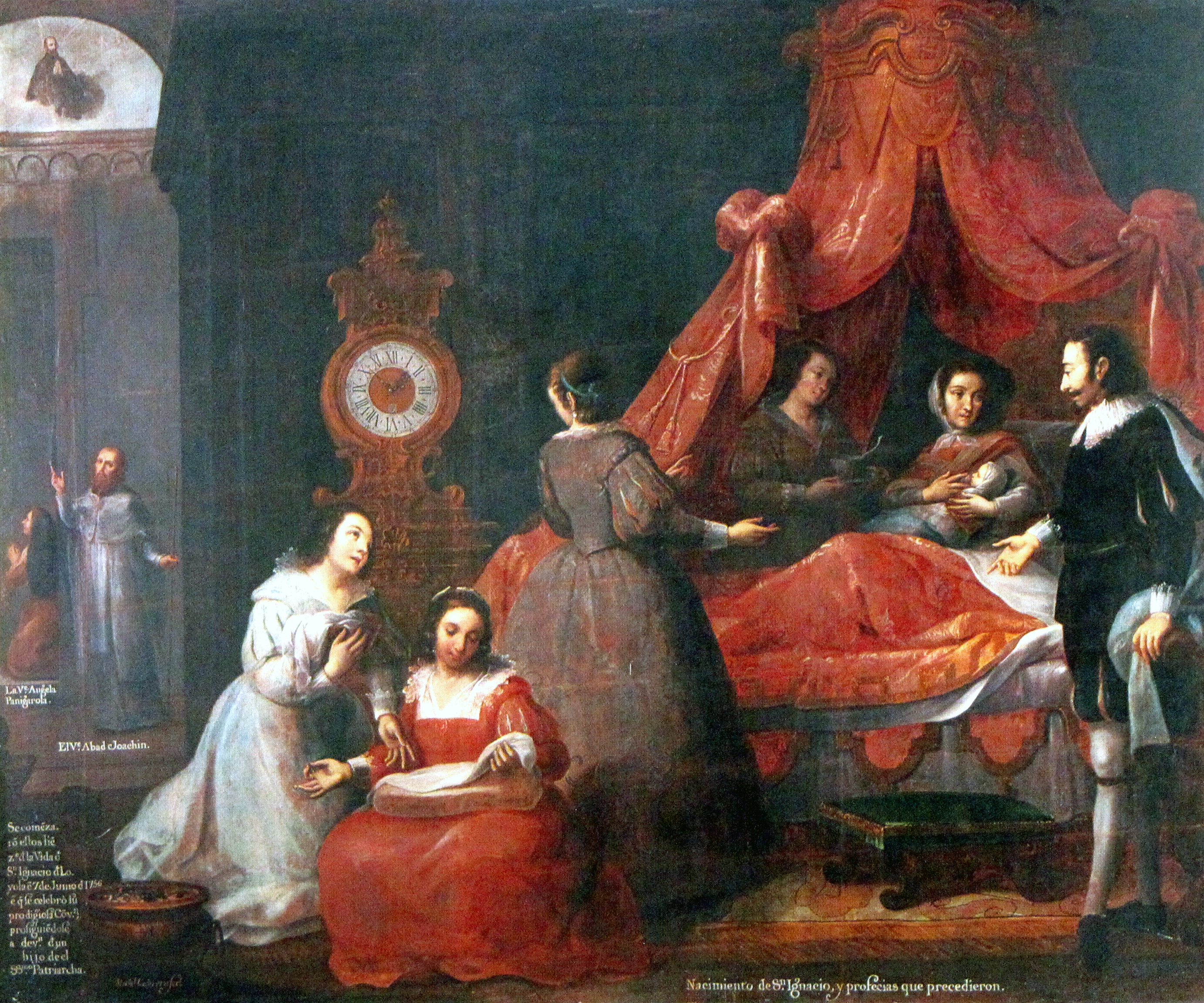
Cuadro que representa el nacimiento de San Ignacio de Loyola, obra de Miguel Cabrera

Sobre el lugar de nacimiento de María se sitúa en Ondárroa o en Azcoitia.

## Matrimonio y descendencia
El 13 de julio de 1467 firmó capitulaciones con Beltrán Yáñez (o Íbañez) de Loyola, señor de la casa y solar de Loyola. De este matrimonio nacerían, al menos, los siguientes vástagos:
- Juan Pérez de Loyola (1469-1498) que peleó en la Guerra de Granada y en la Primera Guerra de Nápoles y perdió en ella la vida.

- Martín García, con descendencia entre la que se encuentra Martín García Óñez de Loyola.
- Beltrán, que falleció como Juan en las guerras de Nápoles.
- Ochoa, que murió en Azpeitia.
- Hernando, que pasó a la conquista de las Indias Occidentales y murió en tierra firme.
- Pedro López, clérigo y rector de la iglesia parroquial de San Sebastián de Soreasu en Azpeitia.
- Iñigo, capitán castellano que participó en la defensa de Pamplona en 1521 y, tras ello, conocido como San Ignacio de Loyola fundador de la Compañía de Jesús.
- Magdalena casada con Juan López de Gallaiztegui y Ozaeta.
- Marina, casada con Esteban de Aquerza, tronco de los Irarragas e Idiáquez de Azcoitia.
- Catalina, casada con Juan Martínez de Lasao.
- Petronila, casada con Pedro Ochoa de Arriola, vecino de Elgoibar. Fueron padres de Marina Sainz de Arriola que asistió a su santo tío en el hospital de la Magdalena en Azpeitia.
- María.

Se desconoce la fecha exacta de su muerte.

### Individuales
1. ↑  Larrañaga Elorza, Koldo (2024). «Loyola, Ignacio de (1491-1556)». Enciclopedia Auñamendi.
2. ↑  Castejón, Antonio. «Licona. Ascendientes maternos de San Ignacio de Loyola.». Genealogías vascas.
3. ↑  Aguinagalde, F. Borja (2008). «“La importancia de llamarse Inglesa”, revisitada. Gracia Sánchez de Lastur, abuela materna de Iñigo de Loyola». Boletín de la Real Sociedad Bascongada de Amigos del País 64 (2). ISSN 0211-111X. Consultado el 10 de mayo de 2025.
4. ↑  Areitio, Daniel de (1957). «Nuevos datos sobre el abuelo materno de san Ignacio de Loyola». Archivum Historicum Societatis Iesu XXVI: 218-229.